# I Am Legend (roman)
 For alternative betydninger, se I Am Legend. (Se også artikler, som begynder med I Am Legend)
I Am Legend er en klassisk vampyrroman af Richard Matheson fra 1954.

## Filmatisering
- The Last Man on Earth (1964) med Vincent Price
- Soy leyenda (1967), spansk kortfilm
- Night of the Living Dead (1968), uofficiel filmatisering med zombier i stedet for vampyrer
- The Omega Man (1971) med Charlton Heston
- I Am Legend (2007) med Will Smith

| Bog | Spire Denne artikel om bøger og tidsskrifter er en spire som bør udbygges. Du er velkommen til at hjælpe Wikipedia ved at udvide den. |